# Wolf Philipp von Schrottenberg
Wolf Philipp von Schrottenberg (ab 1709: Freiherr) (* 1640; † 6. Oktober 1715) aus dem Adelsgeschlecht Schrottenberg war Beamter im Hochstift Bamberg.

## Leben
Von Schrottenberg war der Sohn des kaiserlichen Obristwachtmeisters Christoph Carl von Schrottenberg (* 1604 in Salurn in Südtirol). 1689 erwarb er einen Teil des Rittergutes Reichmannsdorf von der Familie Truchseß von Pommersfelden und 1692 den anderen Teil vom bambergischen Lehnshof. Ab 1714 ließ er dort ein Schloss errichten. 1684 erwarb er auch Untermelsendorf, 1687 Obermelsendorf und 1712 Eckersbach.
Er wurde 1670 vom Bischof zum Oberamtmann im Amt Lichtenfels ernannt. 1672 wurde er Oberkämmerer im Hochstift Bamberg und 1675 Oberkämmerer im Hochstift Würzburg. 1683 ernannte ihn der Bischof zum Bamberger Obermarschall. 1709 erteilte der Kaiser dem kurmainzischen Geheimen Rat und fürstbischöflich bambergischen Hofkriegsrat und Oberhofmarschall Wolf Philipp von Schrottenberg auf Reichmannsdorf den Reichsfreiherrenstand.
In Bamberg war er Bauherr des Palais Schrottenberg (Dominikanerstraße 10) und des Gartenhauses des Schrottenberg-Gartens (Untere Sandstraße 19), die unter Denkmalschutz stehen (siehe Liste der Baudenkmäler in Bamberg/Bürgerliche Bergstadt). Die Schrottenberggasse in Bamberg ist nach ihm benannt.
Er war seit 1674 mit Sophia Juliana geborene Erthal (1654–1702) verheiratet. 1703 übernahm sein ältester Sohn Philipp Dietrich von Schrottenberg (1675–1725) die Stelle als Oberamtmann im Amt Lichtenfels. Sein Sohn Otto Philipp von Schrottenberg (1681–1738) war der in fürstbambergischen Diensten stehende Generalmajor, Kommandant und Ober-Schultheiß der Stadt und Festung Forchheim.